# Xian de Feng (Jiangsu)
Pour les articles homonymes, voir Feng.
Le xian de Feng (丰县 ; pinyin : Fēng Xiàn) est un district administratif de la province du Jiangsu en Chine. Il est placé sous la juridiction de la ville-préfecture de Xuzhou.

## Démographie
La population du district était de 1 060 425 habitants en 1999.